# Joanna Jugan
Jeanne Jugan, Marie de la Croix - Maria od Krzyża (ur. 25 października 1792 w Cancale we Francji, zm. 29 sierpnia 1879 w Saint-Pern) – francuska zakonnica katolicka.
Pochodząca z wielodzietnej rodziny Józefa i Marii Jugan urodziła się jako szóste z ośmiorga ich dzieci. Była założycielką zgromadzenia Małych sióstr ubogich. W 1879 papież Leon XIII zatwierdził konstytucję dla Małych sióstr ubogich. Jeanne Jugan zmarła mając 86 lat w opinii świętości.
Została beatyfikowana przez papieża Jana Pawła II 3 października 1982 w Watykanie, a kanonizowana przez Benedykta XVI 11 października 2009 tamże.